# Albert Bernard (industriel)
Pour les articles homonymes, voir Bernard et Albert Bernard (homonymie).
 (décembre 2016).
Albert Bernard, né le 8 mars 1882 à Paris 11e et mort le 20 août 1968 à Neuilly-sur-Seine, est un industriel français, pionnier de l'industrie musicale, fondateur du Syndicat national de l'édition phonographique en 1922.

## Carrière
Fils d'instituteurs, Albert Alexandre Bernard naît rue Oberkampf dans le onzième arrondissement de Paris.
Il entre à la Compagnie générale des Établissements Pathé Frères en 1906 et y est nommé chef de la correspondance. Il devient sous-directeur commercial l'année 1908.
Il prend à Berlin la direction de la succursale allemande des Établissements Pathé de 1911 à 1912 et est rappelé à Paris afin d'organiser un nouveau service pour le compte du siège parisien. Il est promu directeur commercial en 1916 puis directeur-général des Établissements Pathé deux ans plus tard.
Il fonde en 1922 la Chambre syndicale de l’industrie et du commerce français des machines parlantes, aujourd'hui Syndicat national de l'édition phonographique.
En 1924, il démissionne de Pathé et fonde la Société espagnole de Pathéphone à Saint-Sébastien (Espagne). La même année, Bernard crée à Paris la société Omnium-Pathéphone qu'il dirige jusqu'à la fusion de celle-ci avec Pathéphone-Exploitation. Il fonde également la société L'Industrie phonographique en 1926, qu'il revend ensuite à la Compagnie générale des machines parlantes Pathé Frères.
Albert Bernard devient président de la société Art, Technique et Commerce (Arteco) et concessionnaire des disques Odeon à l'international. Il acquiert la licence d'exploitation de la Columbia Broadcasting System pour la France et fonde la compagnie française des disques CBS.
Albert Bernard est promu officier de la Légion d'honneur en 1951.
À cette période, il est également administrateur des Industries musicales et électriques Pathé-Marconi, président de la Fédération internationale de l'Industrie phonographique à Londres de 1952 à 1954 et président d'honneur en 1958 du Syndicat national de l'industrie et du commerce phonographiques (SNICOP).
Albert Bernard meurt le 20 août 1968 à l'hôpital américain de Neuilly-sur-Seine.

## Autres mandats
- Administrateur des établissements Henry.
- Administrateur de la Société Francis Salabert.
- Membre-directeur du syndicat général des industries techniques de la précision.
- Membre du comité de direction du syndicat de la propriété intellectuelle.
- Membre du comité de régie légale à la Bibliothèque nationale de France.

## Distinctions
- Officier de la Légion d'honneur (1951) ; chevalier (1933).

## Discographie
- Discours de M. Albert Bernard, président de la Fédération internationale de l'Industrie phonographique in Disque-souvenir de la proclamation du palmarès de l'Académie du disque français, Columbia / Pathé-Marconi 33 FCX 263, novembre 1953.